# Station Dundalk Clarke
Station Dundalk Clarke  is een treinstation in Dundalk in Ierland, bij de grens met Noord-Ierland. Het ligt aan de lijn Dublin - Belfast. Naar Dublin rijdt ieder uur een trein, naar Belfast iedere twee uur.
De huidige naam, vernoemd naar de Ierse vrijheidsstrijder Tom Clarke, kreeg het station in 1966 bij de 50-jarige herdenking van de Paasopstand.